# Olympische Sommerspiele 2016/Teilnehmer (Turkmenistan)
| Gelbes Symbol für Goldmedaillen mit stilisierten Olympischen Ringen | Graues Symbol für Silbermedaillen mit stilisierten Olympischen Ringen | Braundes Symbol für Bronzemedaillen mit stilisierten Olympischen Ringen |
| ------------------------------------------------------------------- | --------------------------------------------------------------------- | ----------------------------------------------------------------------- |
| —                                                                   | —                                                                     | —                                                                       |

Turkmenistan nahm an den Olympischen Spielen 2016 in Rio de Janeiro teil. Es war die insgesamt sechste Teilnahme an Olympischen Sommerspielen. Vom Türkmenistanyň Milli Olimpiýa komiteti wurden neun Athleten in fünf Sportarten nominiert.
Fahnenträger bei der Eröffnungsfeier war der Schwimmer Merdan Ataýew.

## Teilnehmer nach Sportarten

### Boxen
| Athleten         | Wettbewerb              | 1. Runde      | 1. Runde | Achtelfinale  | Achtelfinale  | Viertelfinale | Viertelfinale | Halbfinale    | Halbfinale    | Finale        | Finale        | Rang          |
| Athleten         | Wettbewerb              | Gegner        | Ergebnis | Gegner        | Ergebnis      | Gegner        | Ergebnis      | Gegner        | Ergebnis      | Gegner        | Ergebnis      | Rang          |
| ---------------- | ----------------------- | ------------- | -------- | ------------- | ------------- | ------------- | ------------- | ------------- | ------------- | ------------- | ------------- | ------------- |
| Männer           |                         |               |          |               |               |               |               |               |               |               |               |               |
| Arslanbek Açilow | Mittelgewicht bis 75 kg | Zoltán Harcsa | 1:2      | ausgeschieden | ausgeschieden | ausgeschieden | ausgeschieden | ausgeschieden | ausgeschieden | ausgeschieden | ausgeschieden | ausgeschieden |

### Gewichtheben
| Athleten               | Wettbewerb         | Reißen        | Reißen        | Stoßen        | Stoßen        | Zweikampf     | Zweikampf     | Rang          |
| Athleten               | Wettbewerb         | Gewicht       | Rang          | Gewicht       | Rang          | Gewicht       | Rang          | Rang          |
| ---------------------- | ------------------ | ------------- | ------------- | ------------- | ------------- | ------------- | ------------- | ------------- |
| Frauen                 |                    |               |               |               |               |               |               |               |
| Gulnabat Kadyrova      | Klasse bis 69 kg   | 90 kg         | 14            | 105 kg        | 13            | 195 kg        | 13            | 13            |
| Männer                 |                    |               |               |               |               |               |               |               |
| Hojamuhammet Toychyyev | Klasse über 105 kg | nicht beendet | nicht beendet | nicht beendet | nicht beendet | nicht beendet | nicht beendet | nicht beendet |

### Judo
| Athleten              | Wettbewerb | 1. Runde   | 1. Runde    | 2. Runde      | 2. Runde      | Viertelfinale | Viertelfinale | Halbfinale / Trostrunde | Halbfinale / Trostrunde | Finale / Platz 3 | Finale / Platz 3 | Rang          |
| Athleten              | Wettbewerb | Gegner     | Ergebnis    | Gegner        | Ergebnis      | Gegner        | Ergebnis      | Gegner                  | Ergebnis                | Gegner           | Ergebnis         | Rang          |
| --------------------- | ---------- | ---------- | ----------- | ------------- | ------------- | ------------- | ------------- | ----------------------- | ----------------------- | ---------------- | ---------------- | ------------- |
| Frauen                |            |            |             |               |               |               |               |                         |                         |                  |                  |               |
| Gulbadam Babamuratova | bis 52 kg  | L. Gómez   | 000s0:101s1 | ausgeschieden | ausgeschieden | ausgeschieden | ausgeschieden | ausgeschieden           | ausgeschieden           | ausgeschieden    | ausgeschieden    | ausgeschieden |
| Rushana Nurjavova     | bis 57 kg  | H. Karakas | 000s0:100s0 | ausgeschieden | ausgeschieden | ausgeschieden | ausgeschieden | ausgeschieden           | ausgeschieden           | ausgeschieden    | ausgeschieden    | ausgeschieden |

### Leichtathletik
Laufen und Gehen 
| Athleten       | Wettbewerb | Runde 1 | Runde 1 | Halbfinale    | Halbfinale    | Finale        | Finale        | Rang |
| Athleten       | Wettbewerb | Zeit    | Rang    | Zeit          | Rang          | Zeit          | Rang          | Rang |
| -------------- | ---------- | ------- | ------- | ------------- | ------------- | ------------- | ------------- | ---- |
| Frauen         |            |         |         |               |               |               |               |      |
| Ýelena Rýabowa | 200 m      | 25,45 s | 68      | ausgeschieden | ausgeschieden | ausgeschieden | ausgeschieden | 68   |

 Springen und Werfen 
| Athleten           | Wettbewerb | Qualifikation | Qualifikation | Finale        | Finale        | Rang |
| Athleten           | Wettbewerb | Weite/Höhe    | Rang          | Weite/Höhe    | Rang          | Rang |
| ------------------ | ---------- | ------------- | ------------- | ------------- | ------------- | ---- |
| Männer             |            |               |               |               |               |      |
| Amanmyrat Hommadow | Diskuswurf | 61,99 m       | 30            | ausgeschieden | ausgeschieden | 30   |

### Schwimmen
| Athleten        | Wettbewerb   | Vorlauf     | Vorlauf | Halbfinale    | Halbfinale    | Finale        | Finale        | Rang |
| Athleten        | Wettbewerb   | Zeit        | Rang    | Zeit          | Rang          | Zeit          | Rang          | Rang |
| --------------- | ------------ | ----------- | ------- | ------------- | ------------- | ------------- | ------------- | ---- |
| Frauen          |              |             |         |               |               |               |               |      |
| Darya Semyonova | 100 m Brust  | 1:19,84 min | 41      | ausgeschieden | ausgeschieden | ausgeschieden | ausgeschieden | 41   |
| Männer          |              |             |         |               |               |               |               |      |
| Merdan Ataýew   | 100 m Rücken | 56,34 s     | 33      | ausgeschieden | ausgeschieden | ausgeschieden | ausgeschieden | 33   |